# Olympische Sommerspiele 1896/Fechten – Florett (Männer)
Der Wettkampf der Männer im Florettfechten bei den Olympischen Spielen 1896 in Athen fand am 7. April im Zappeion statt. Es nahmen 8 Athleten aus 2 Ländern teil.
Olympiasieger wurde der Franzose Eugène-Henri Gravelotte.

## Ergebnisse

### Vorrunde
Die beiden Gruppenersten qualifizierten sich für das Finale.

#### Gruppe A
| Rang | Athlet                           | TR | GT | S | N |
| ---- | -------------------------------- | -- | -- | - | - |
| 1    | Henri Callot                     | 9  | 4  | 3 | 0 |
| 2    | Periklis Pierrakos-Mavromichalis | 7  | 4  | 2 | 1 |
| 3    | Ioannis Poulos                   | 5  | 7  | 1 | 2 |
| 4    | Henri Delaborde                  | 3  | 9  | 0 | 3 |

| Kampf | Begegnung                        | Begegnung                        | Treffer |
| ----- | -------------------------------- | -------------------------------- | ------- |
| A1    | Periklis Pierrakos-Mavromichalis | Henri Delaborde                  | 3-1     |
| A2    | Henri Callot                     | Ioannis Poulos                   | 3-2     |
|       |                                  |                                  |         |
| A3    | Periklis Pierrakos-Mavromichalis | Ioannis Poulos                   | 3-0     |
| A4    | Henri Callot                     | Henri Delaborde                  | 3-1     |
|       |                                  |                                  |         |
| A5    | Henri Callot                     | Periklis Pierrakos-Mavromichalis | 3-1     |
| A6    | Ioannis Poulos                   | Henri Delaborde                  | 3-1     |

#### Gruppe B
| Rang | Athlet                         | TR | GT | S | N |
| ---- | ------------------------------ | -- | -- | - | - |
| 1    | Eugène-Henri Gravelotte        | 9  | 5  | 3 | 0 |
| 2    | Athanasios Vouros              | 8  | 4  | 2 | 1 |
| 3    | Konstantinos Komninos-Miliotis | 5  | 7  | 1 | 2 |
| 4    | Georgios Balakakis             | 3  | 9  | 0 | 3 |

| Kampf | Begegnung                      | Begegnung                      | Treffer   |
| ----- | ------------------------------ | ------------------------------ | --------- |
| B1    | Konstantinos Komninos-Miliotis | Georgios Balakakis             | 3-1       |
| B2    | Eugène-Henri Gravelotte        | Athanasios Vouros              | 3-2       |
|       |                                |                                |           |
| B3    | Athanasios Vouros              | Georgios Balakakis             | 3-1       |
| B4    | Eugène-Henri Gravelotte        | Konstantinos Komninos-Miliotis | 3-2       |
|       |                                |                                |           |
| B5    | Eugène-Henri Gravelotte        | Georgios Balakakis             | 3-1       |
| B6    | Athanasios Vouros              | Konstantinos Komninos-Miliotis | 3-0 (w/o) |

### Finale
| Begegnung               | Begegnung    | Treffer |
| ----------------------- | ------------ | ------- |
| Eugène-Henri Gravelotte | Henri Callot | 3-1     |